# Дудинка (ледокол)
Дуди́нка (ранее Apu) — ледокол, построен на финской судоверфи Oy Wärtsilä Ab Helsinki Yard в 1970 году, предназначен для осуществления проводки судов в ледовых условиях Балтийского моря. После ввода в эксплуатацию ледокол носил название Apu, работал в Ботническом заливе под управлением Финской Морской Администрации. В настоящее время, после приобретения в 2006 году ПАО ГМК «Норильский никель», ледокол используется для ледокольно-портовых работ в акватории порта Дудинка, река Енисей.

## Корпус ледокола
Корпус ледокола набран по поперечной системе набора, по всей длине судна установлены промежуточные шпангоуты. Шпация в средней части судна — 800 мм, в оконечностях  — 700 мм.
Толщина горизонтального киля в средней части (31-58 шп.) — 30 мм. В оконечностях — 25 мм. Толщина днищевой обшивки в оконечностях — 30 мм, в средней части — 16 мм. Толщина наружной обшивки 20-34 мм. Толщина ширстрека — 13-18 мм, подширстречного пояса — 27 мм.
По всей длине судна имеется двойное дно, в двойном дне расположены цистерны топлива, масла и сборные цистерны. От настила второго дна до уровня второй палубы имеется двойной борт. В двойных бортах расположены цистерны топлива, масла и пресной воды. Между второй и верхней палубами в районе 2-25 шп. ЛБ и ПрБ, 60-82 шп. ЛБ и ПрБ расположены креновые цистерны №44,45 (по 207 м3), 46,47 (по 178 м3). Креновые цистерны разного борта соединены трубопроводами диаметром 800 мм. Данные трубопроводы проходят в помещениях носового и кормового ГЭД (гребных электродвигателей). Форпик и ахтерпик предназначены для приема балласта.
Палубой надводного борта является вторая палуба. Корпус судна разделен 8 поперечными водонепроницаемыми переборками. Переборки на 18, 44 и 70 шп. оборудованы клинкетными дверями.

## Рулевое устройство
Рулевое устройство состоит из пера руля с 4 штырями и электрогидравлической рулевой машины.

## Якорное устройство
Судно укомплектовано якорями Холла весом 2599, 2612 и 2586 кг (в том числе один якорь запасной) и якорными цепями электросварного типа калибра 46 мм категории U2 общей длиной 504,75 м (на все элементы якорного устройства имеются сертификаты РС).

## Гребное устройство
Судно укомплектовано носовыми и кормовыми гребными устройствами ЛБ и ПрБ. Дейдвудное устройство с масляной смазкой, уплотнение типа CEDERVALL, гребные валы без облицовок, винты фиксированного шага (стальные, цельнолитые, четырехлопастные).

## Однотипные суда
В серии было построено два таких ледокола, Apu и Varma, спущенный на воду ранее, в 1968 году (продан Латвии в 1994 году, название сохранено). Ещё три ледокола имеют схожие технические параметры: Tarmo, 1963 года вып. (флаг — Эстония, название сохранилось), Tor , 1964 года вып. (с 2000 г. флаг — Россия, название сохранилось), Njord , 1969 года вып. (с 2000 года флаг — Канада, новое название Polar Star).

## Источники

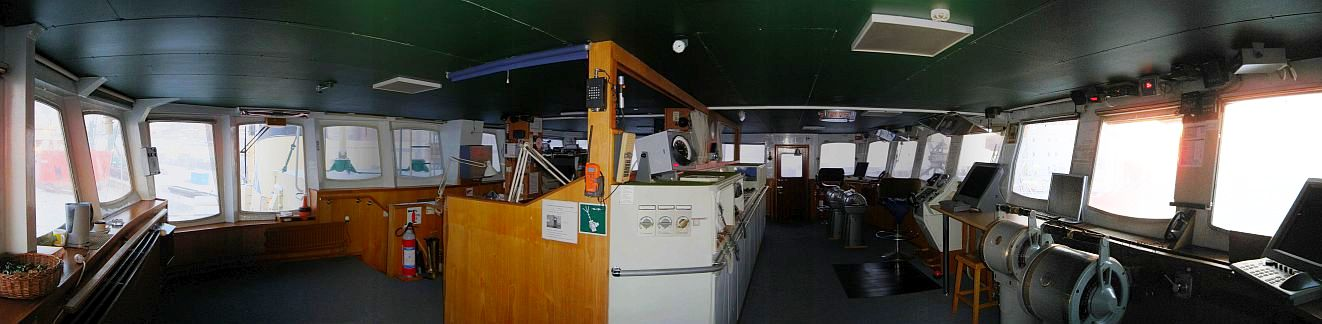
ходовой мостик